# Ла Вита (Колорадо)
Ла Вита (енгл. La Veta) град је у америчкој савезној држави Колорадо.

## Демографија
По попису из 2010. године број становника је 800, што је 124 (-13,4%) становника мање него 2000. године.
| Група             | 2000.       | 2010.       |
| Белци             | 784 (84,8%) | 680 (85,0%) |
| Афроамериканци    | 2 (0,2%)    | 0 (0,0%)    |
| Азијати           | 9 (1,0%)    | 0 (0,0%)    |
| Хиспаноамериканци | 106 (11,5%) | 91 (11,4%)  |
| Укупно            | 924         | 800         |